# Biserica de lemn din Cerbia

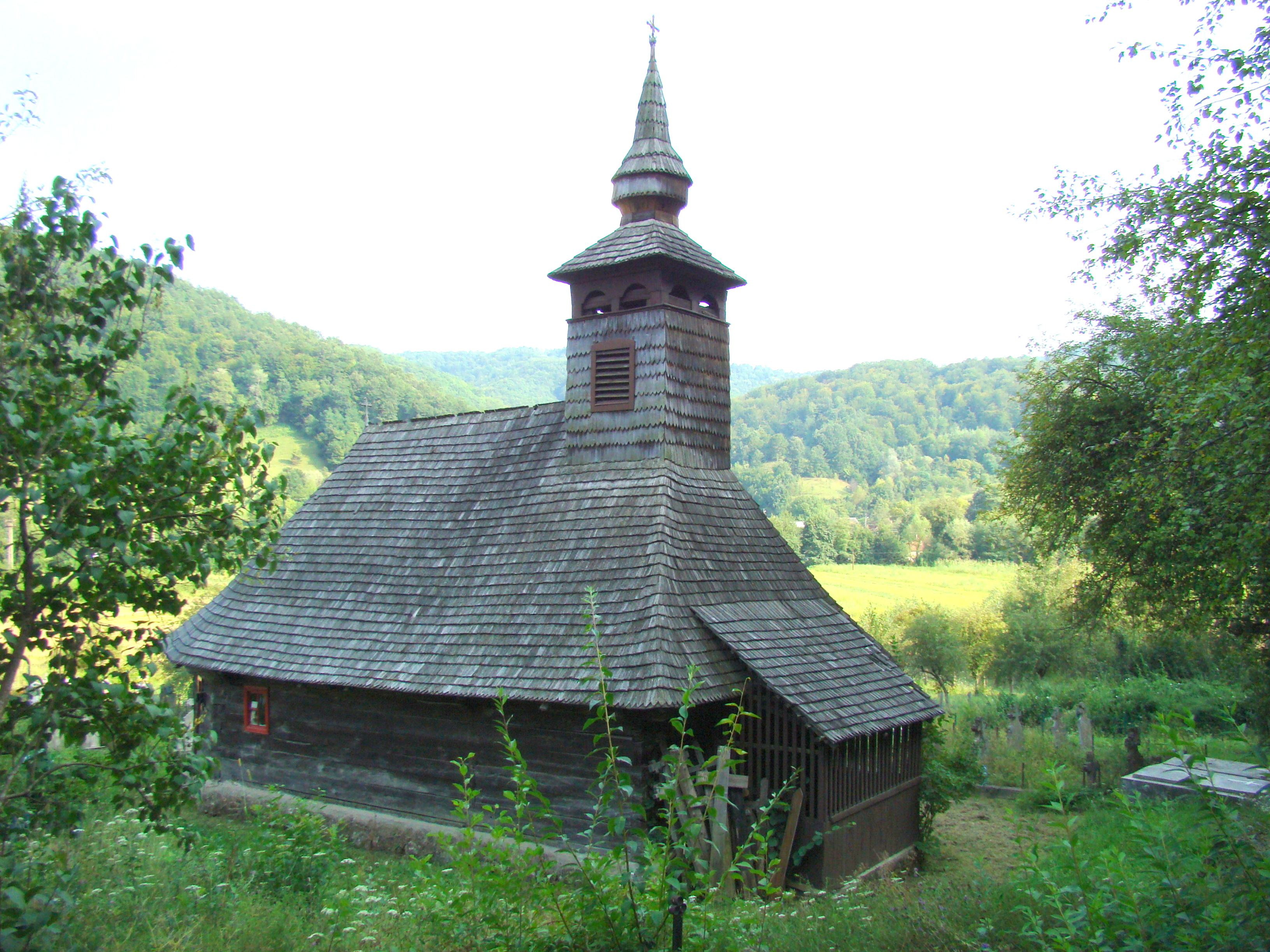
Biserica de lemn ,,Buna Vestire” din Cerbia, comuna Zam, județul Hunedoara, foto: august 2009.

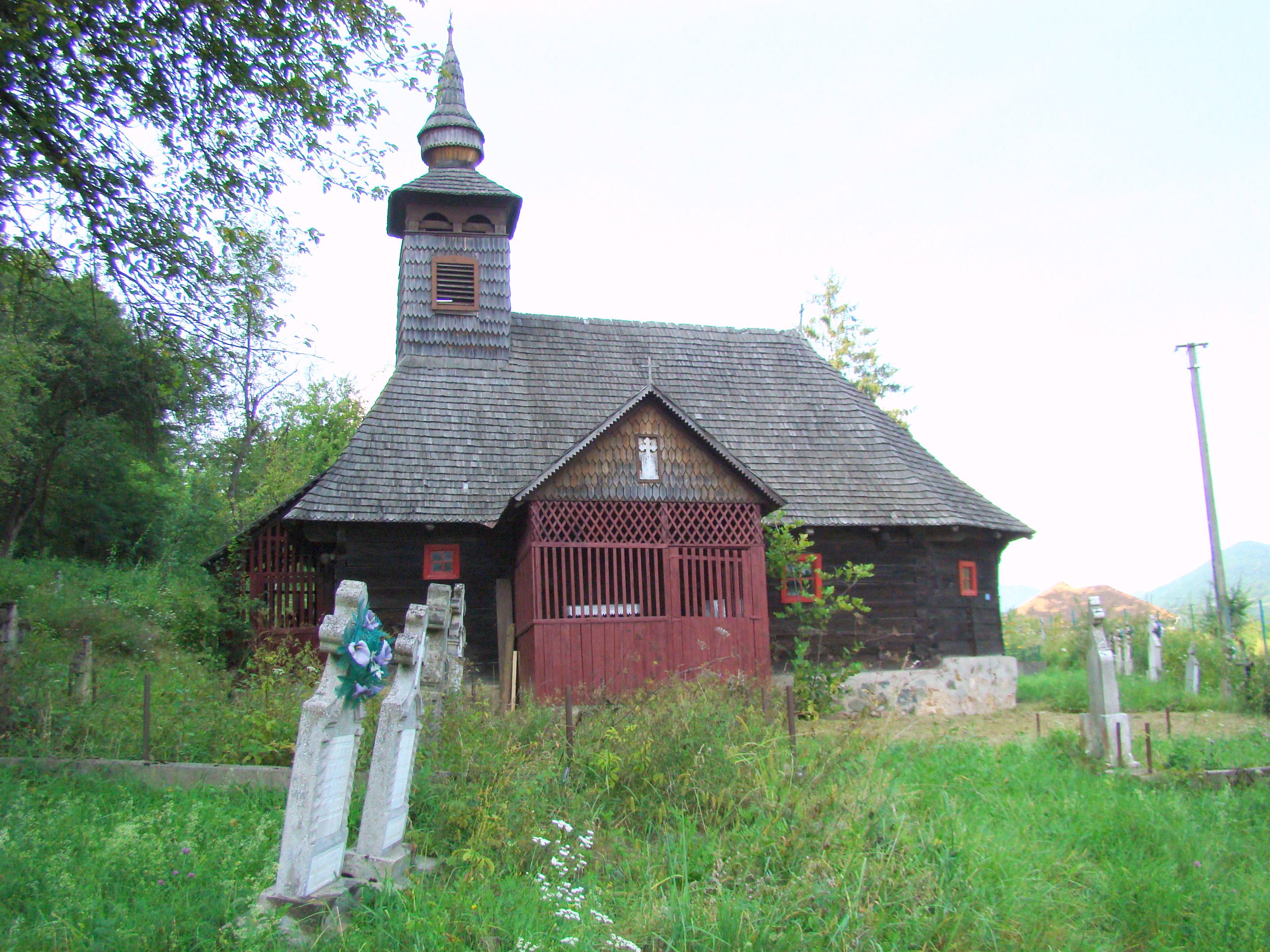
Biserica (sud)

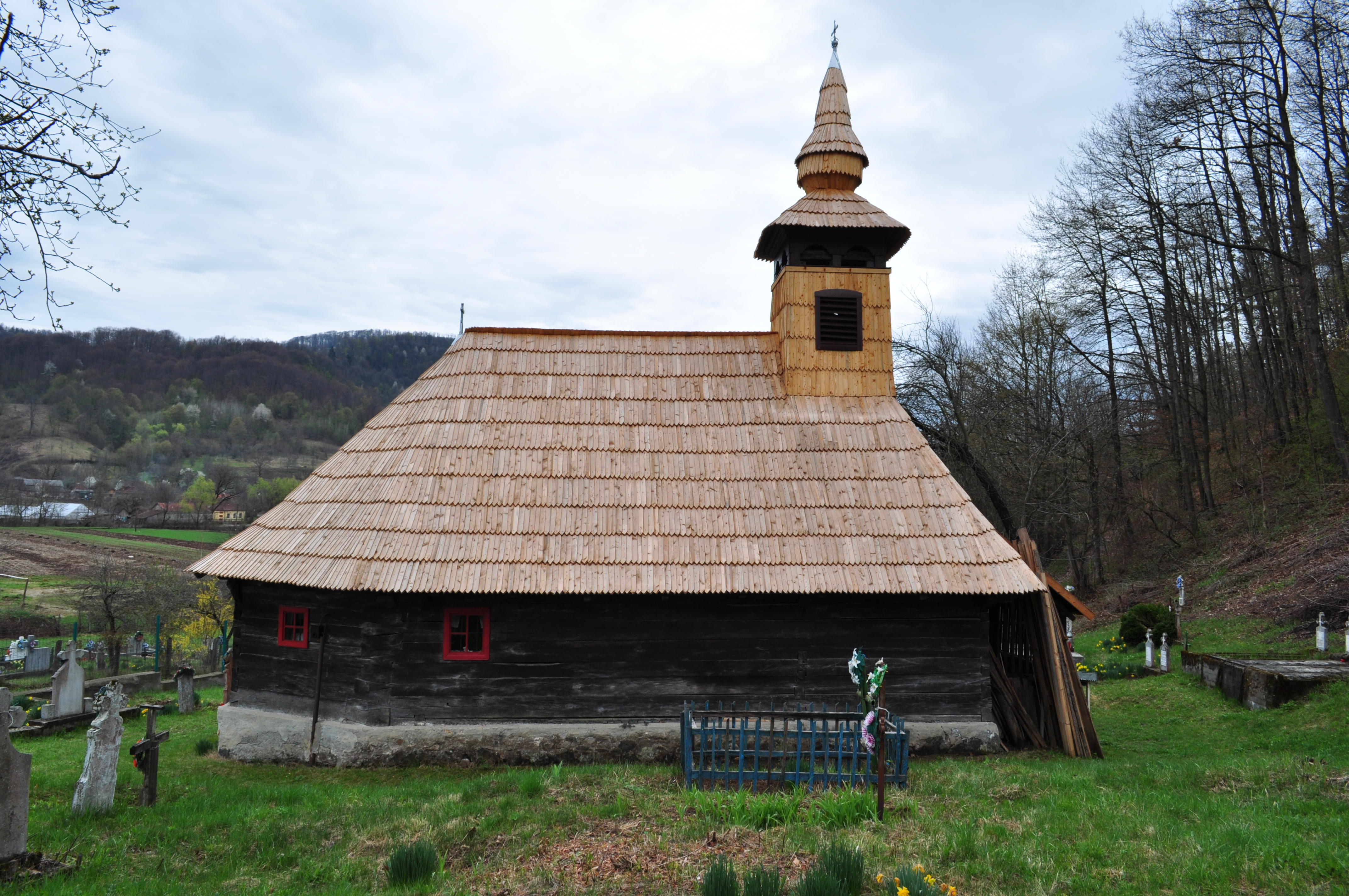
Biserica după lucrările de reparații și refacerea acoperișului (foto: aprilie 2012).

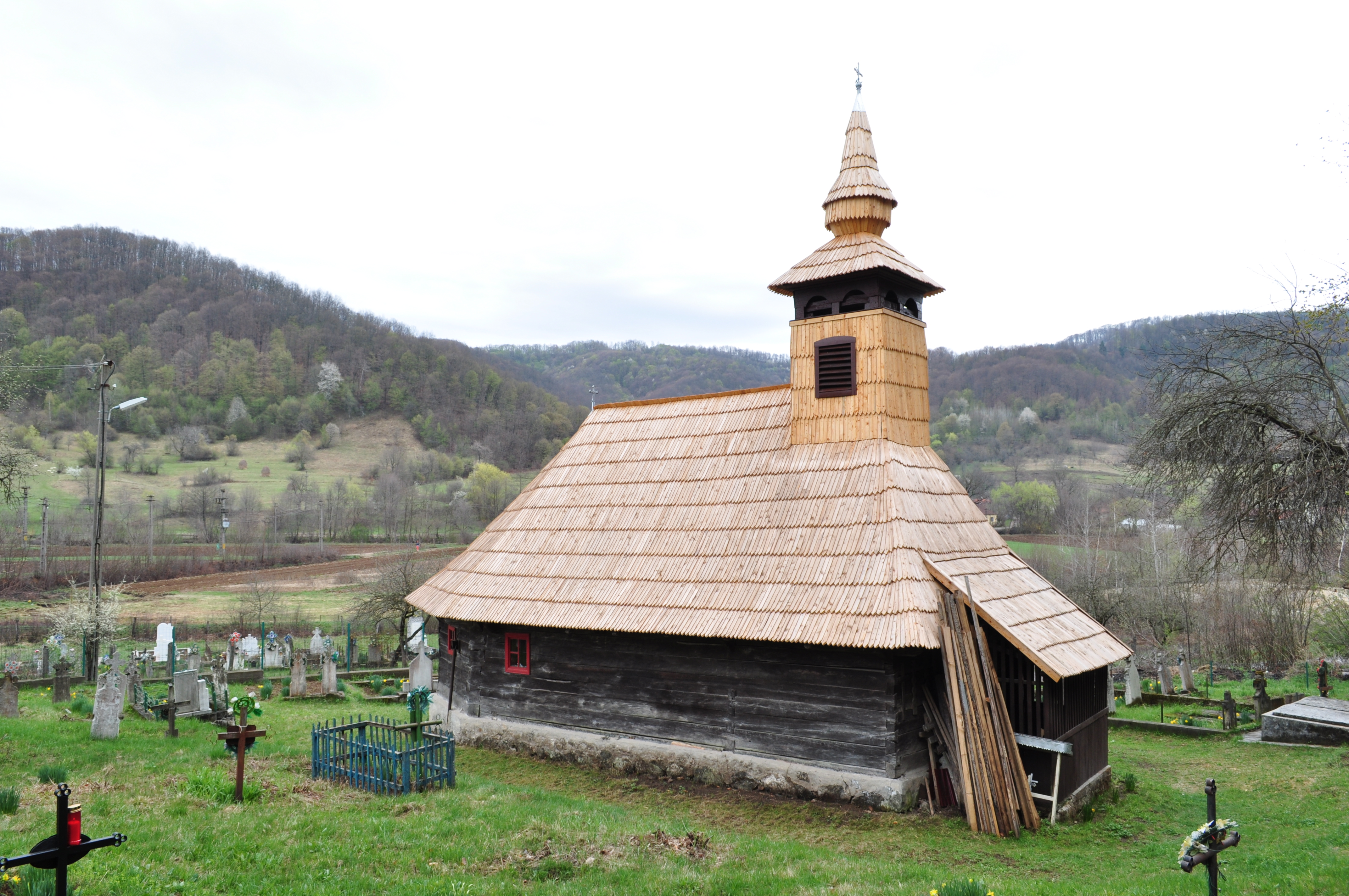
Biserica și împrejurimile

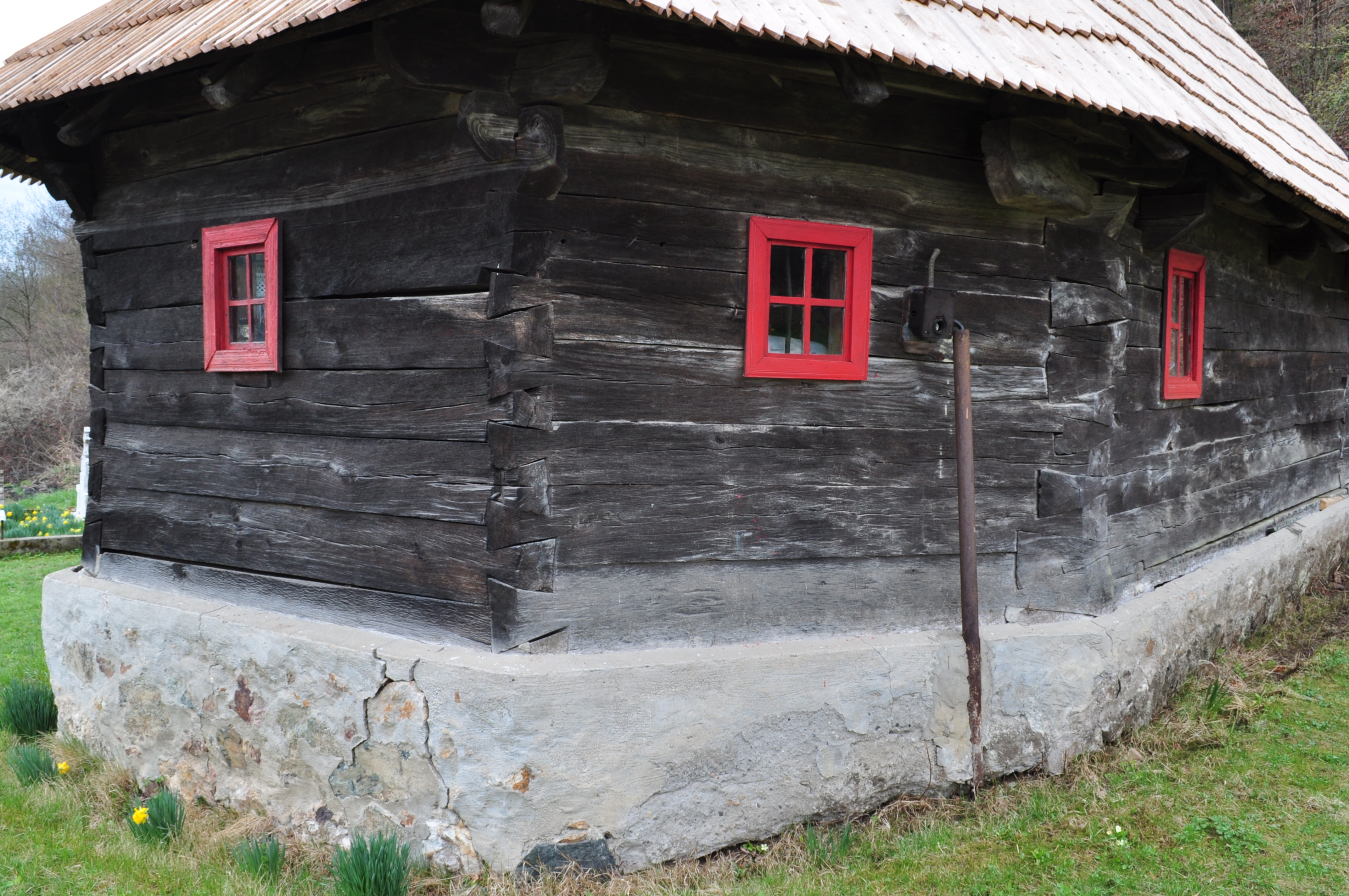
Butea bisericii

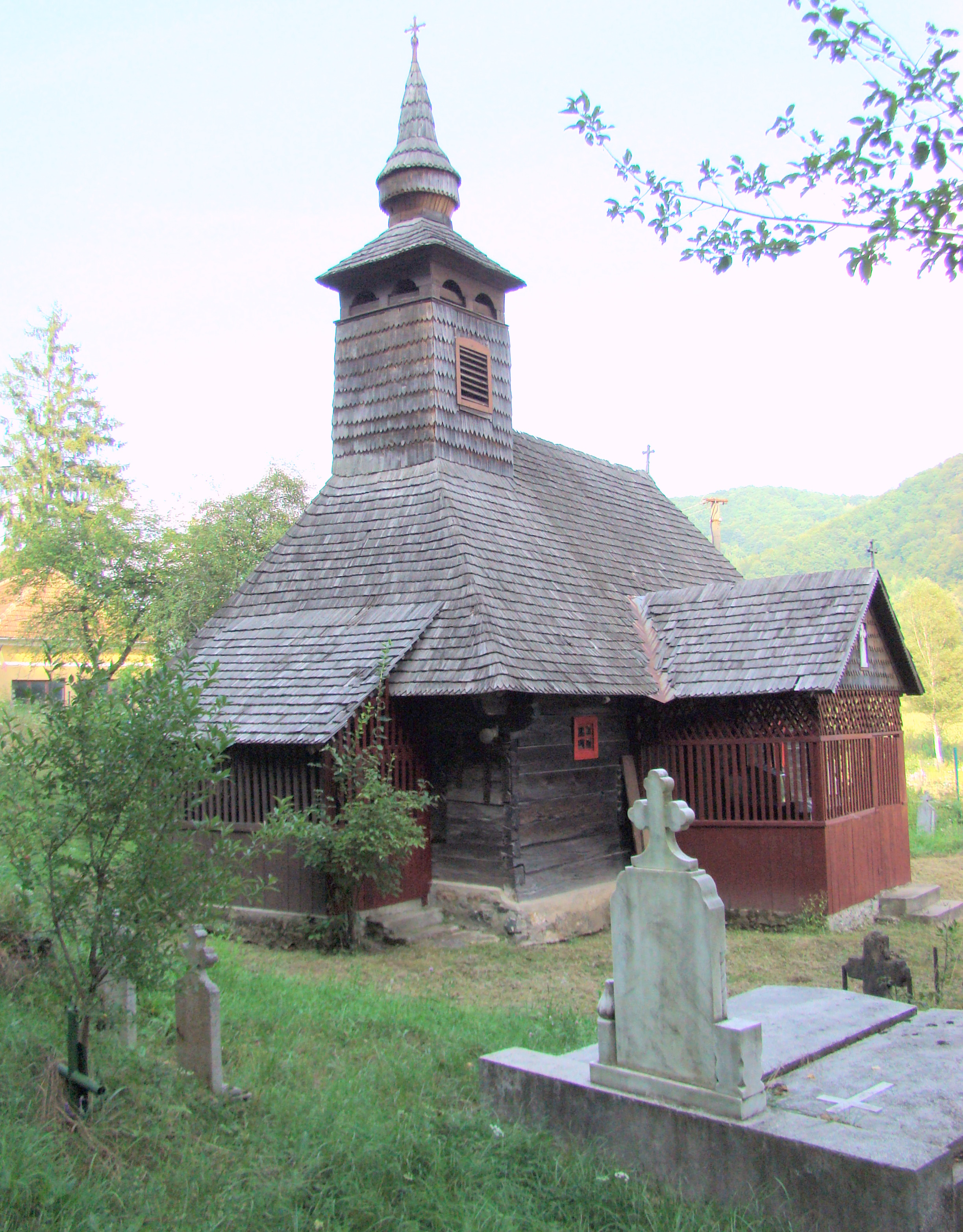
Biserica (sud-vest)

Biserica de lemn din Cerbia, comuna Zam, județul Hunedoara a fost ridicată în secolul XVIII. Nu figurează pe noua listă a monumentelor istorice, deși este foarte asemănătoare cu biserica din satul vecin Pogănești.

## Istoric
Biserica ,,Buna Vestire” din satul Cerbia a fost ridicată, potrivit pisaniei săpate în ancadramentul intrării sudice, în anul 1694. Pereții edificiului, supraînălțați ulterior prin două bârne, înscriu planul dreptunghiurilor, cu absidă nedecroșată, poligonală cu trei laturi. Șița, reînnoită în anii 1956, 1964, 1990, acoperă nu doar lăcașul propriu-zis și pridvoarele deschise ale celor două intrări, amplasate pe laturile de sud și de vest, ci și turnul-clopotniță viguros, cu foișor în console și fleșă scundă, de factură barocă. Căptușeala interioară de scânduri acoperă eventualele fragmente picturale păstrate; pe suprafața acestora, au apărut de-a lungul timpului, din loc în loc, câteva medalioane iconografice, fără pretenția de a substitui însă decorul mural inițial. Icoanele împărătești au fost executate de zugravul ,,Giorgiu de Nandra” în a doua jumătate a secolului al XIX-lea. Lăcașul este semnalat în tabelele recensămintelor ecleziastice din anii 1750, 1761-1762, 1805 și 1829-1831; catagrafia din 1733 și harta iosefină a Transilvaniei (1769-1773) îl omit. 

## Galerie de imagini

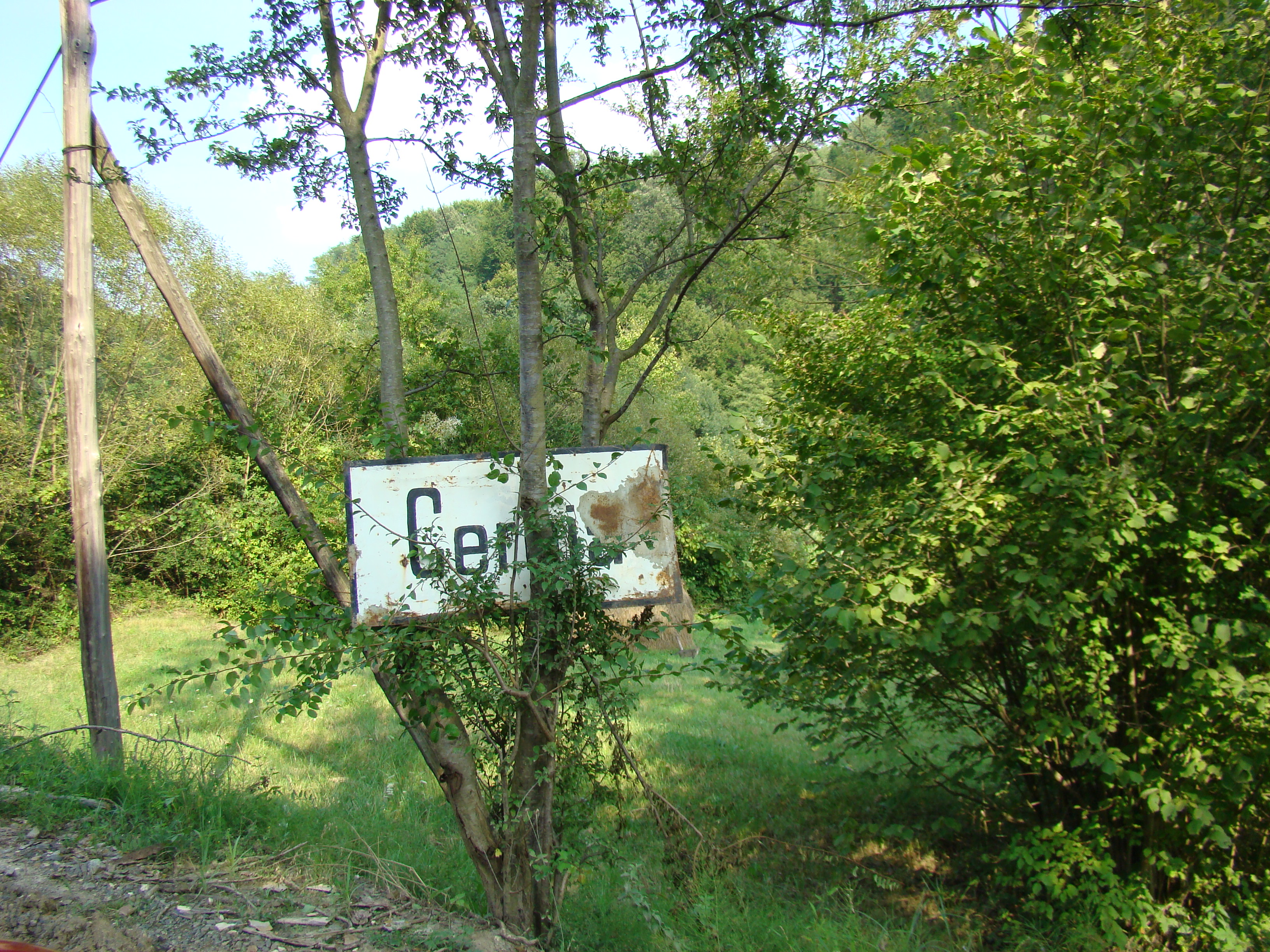
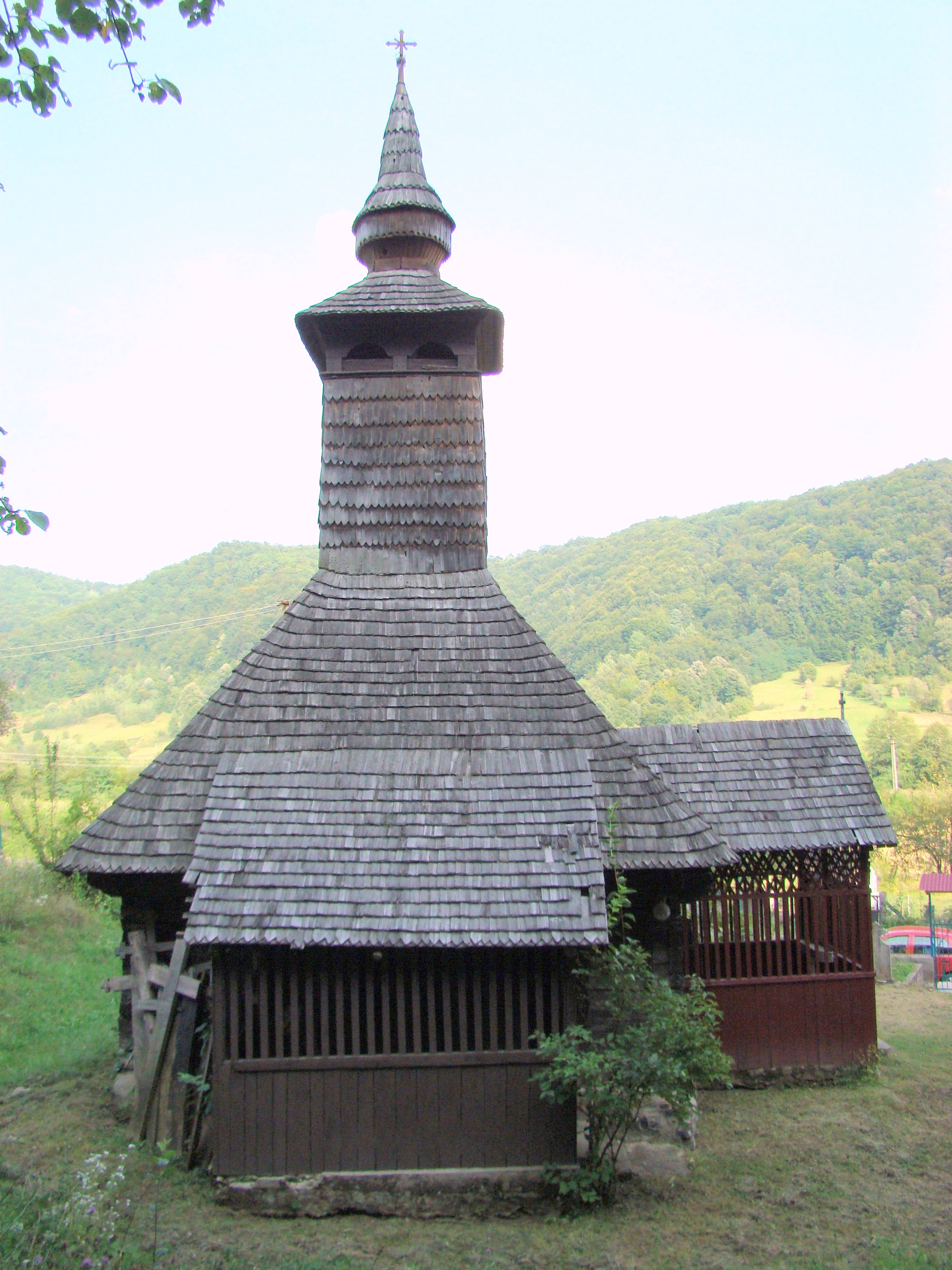
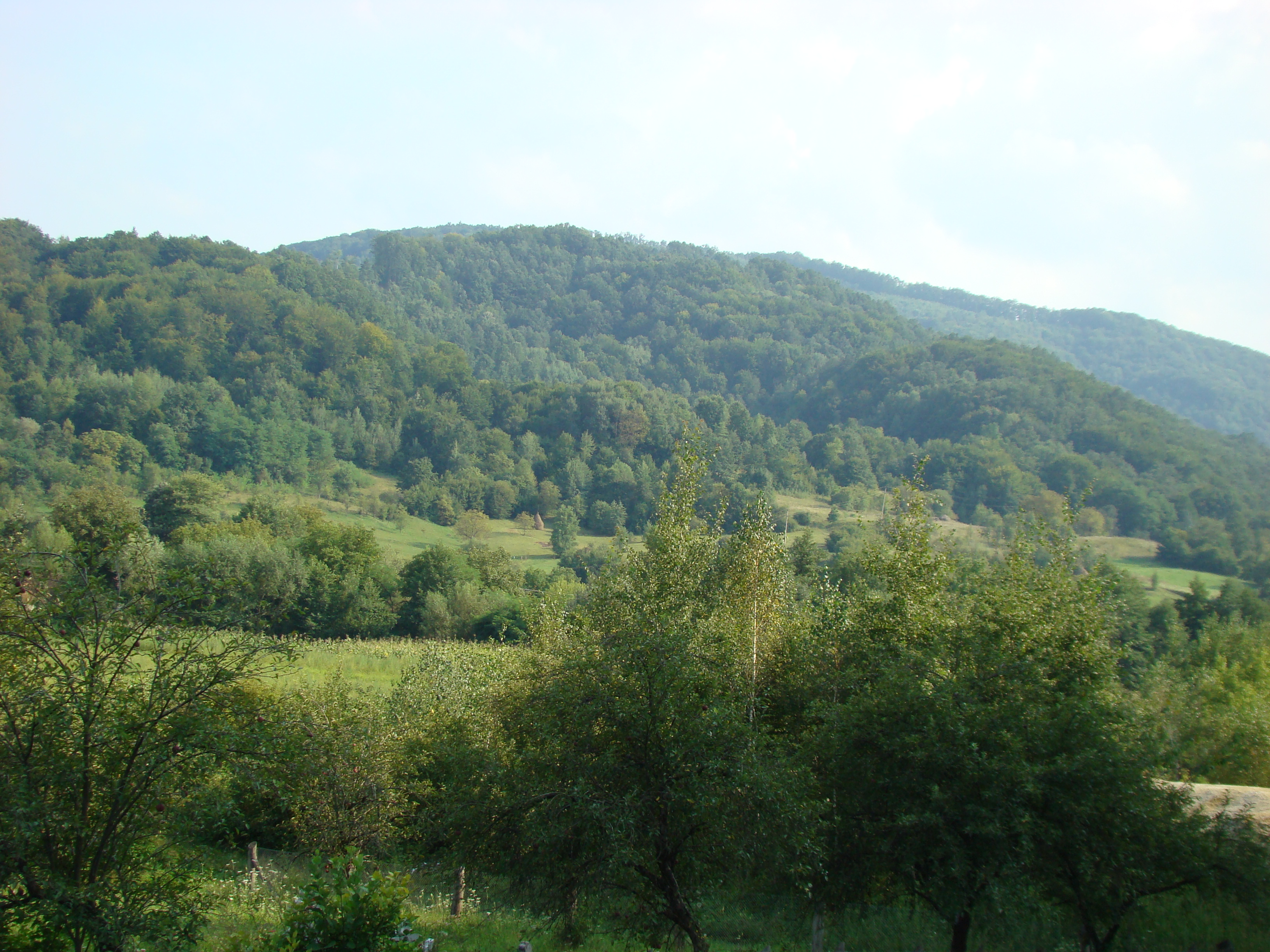
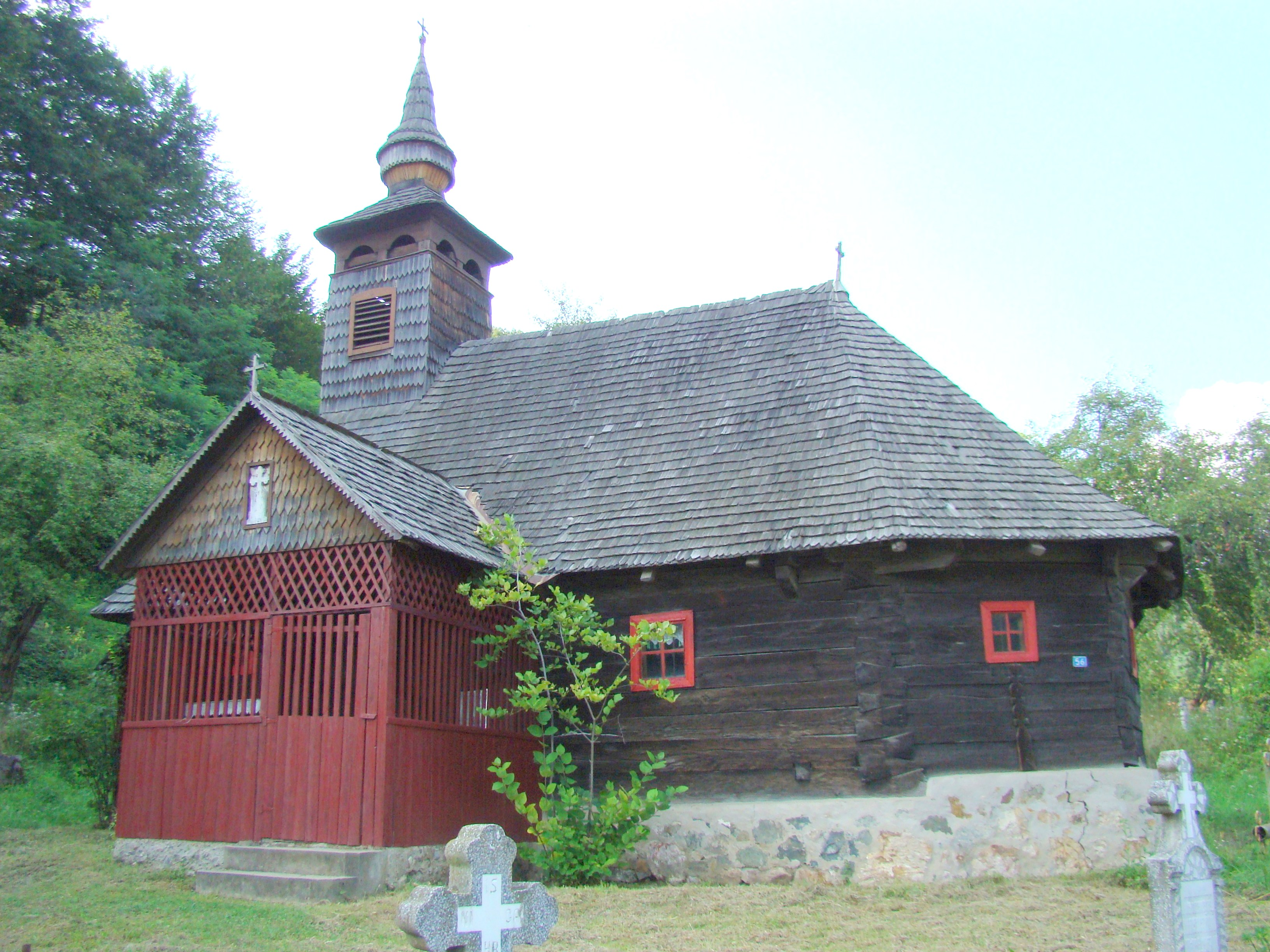
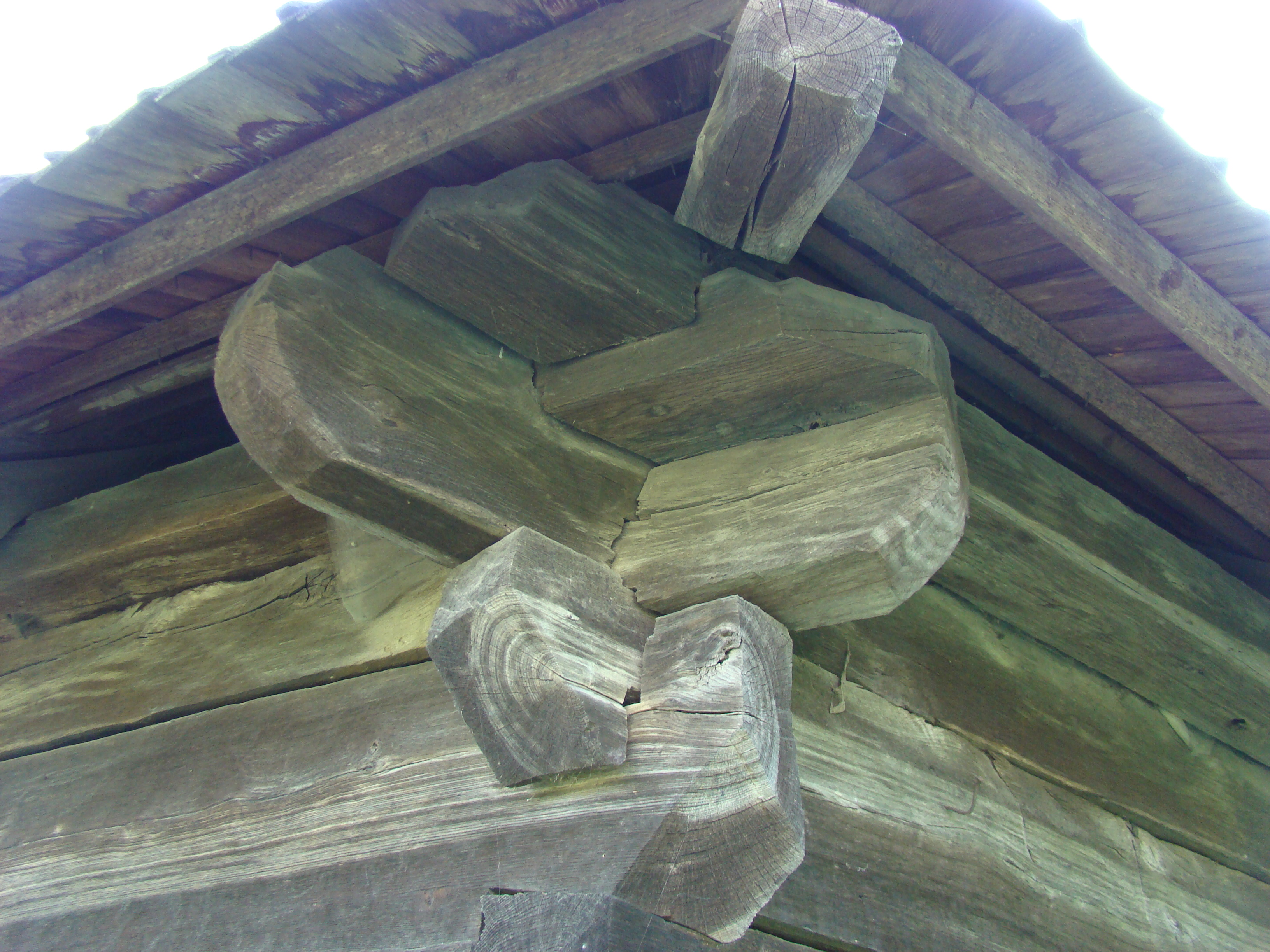
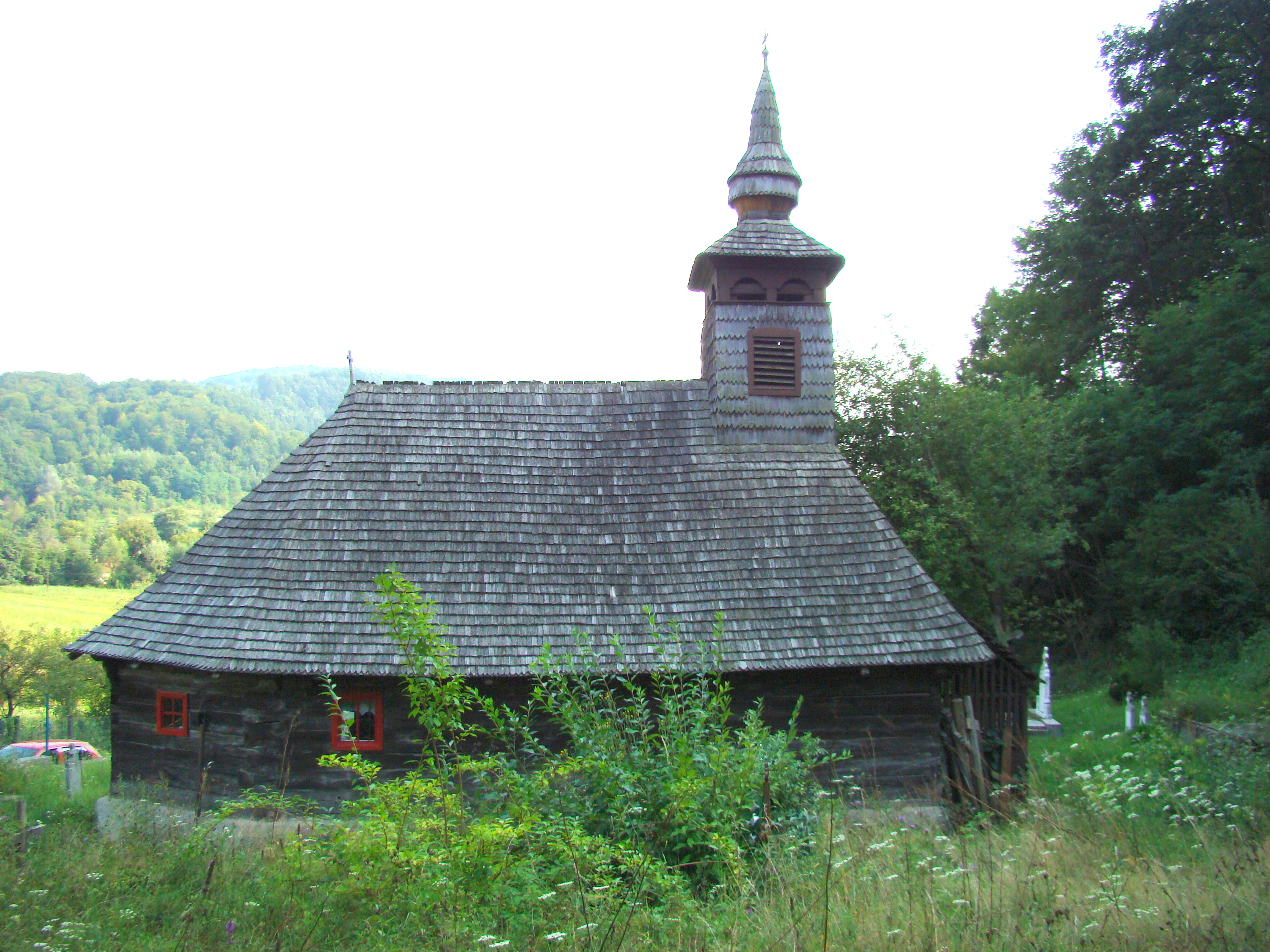
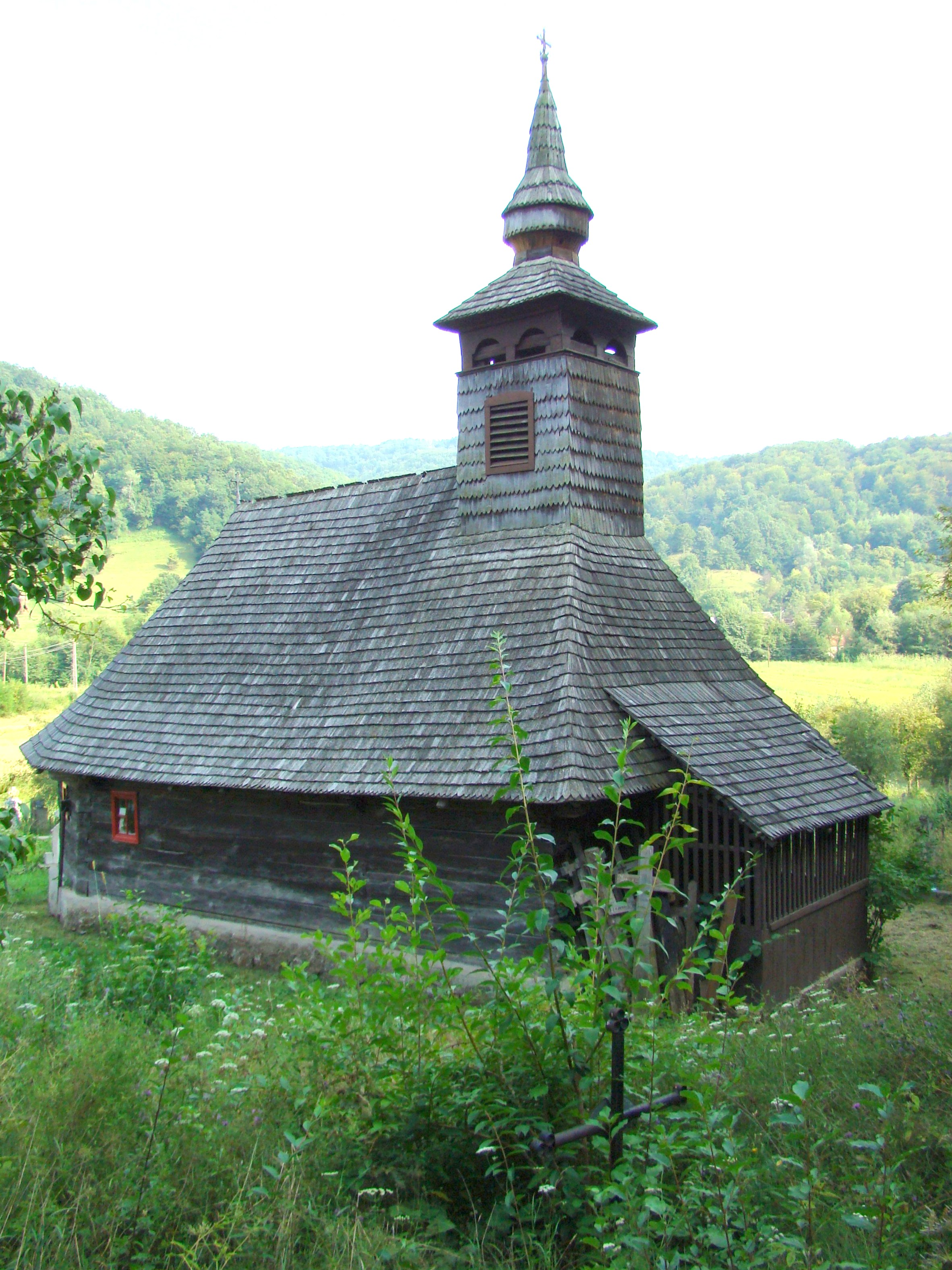
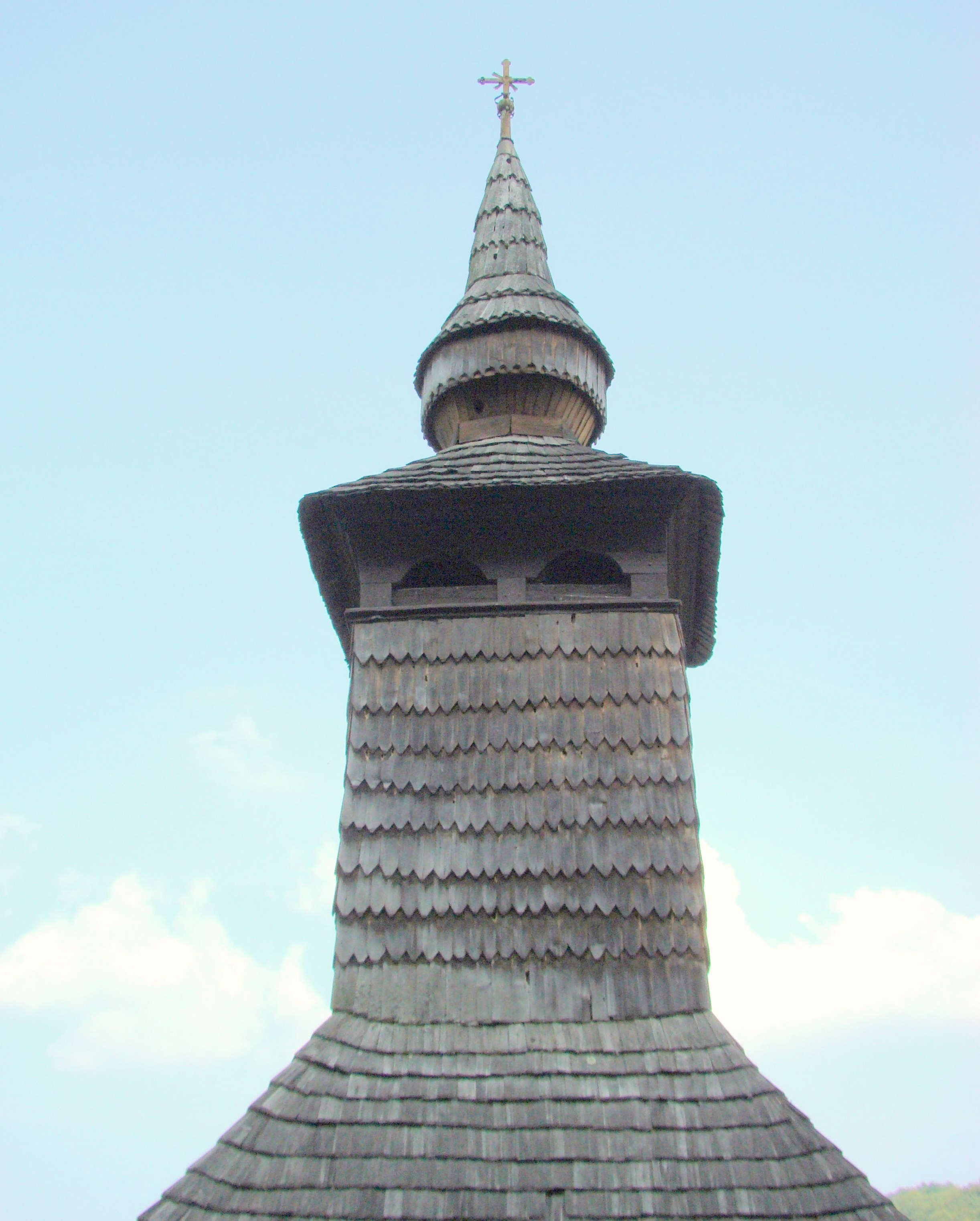
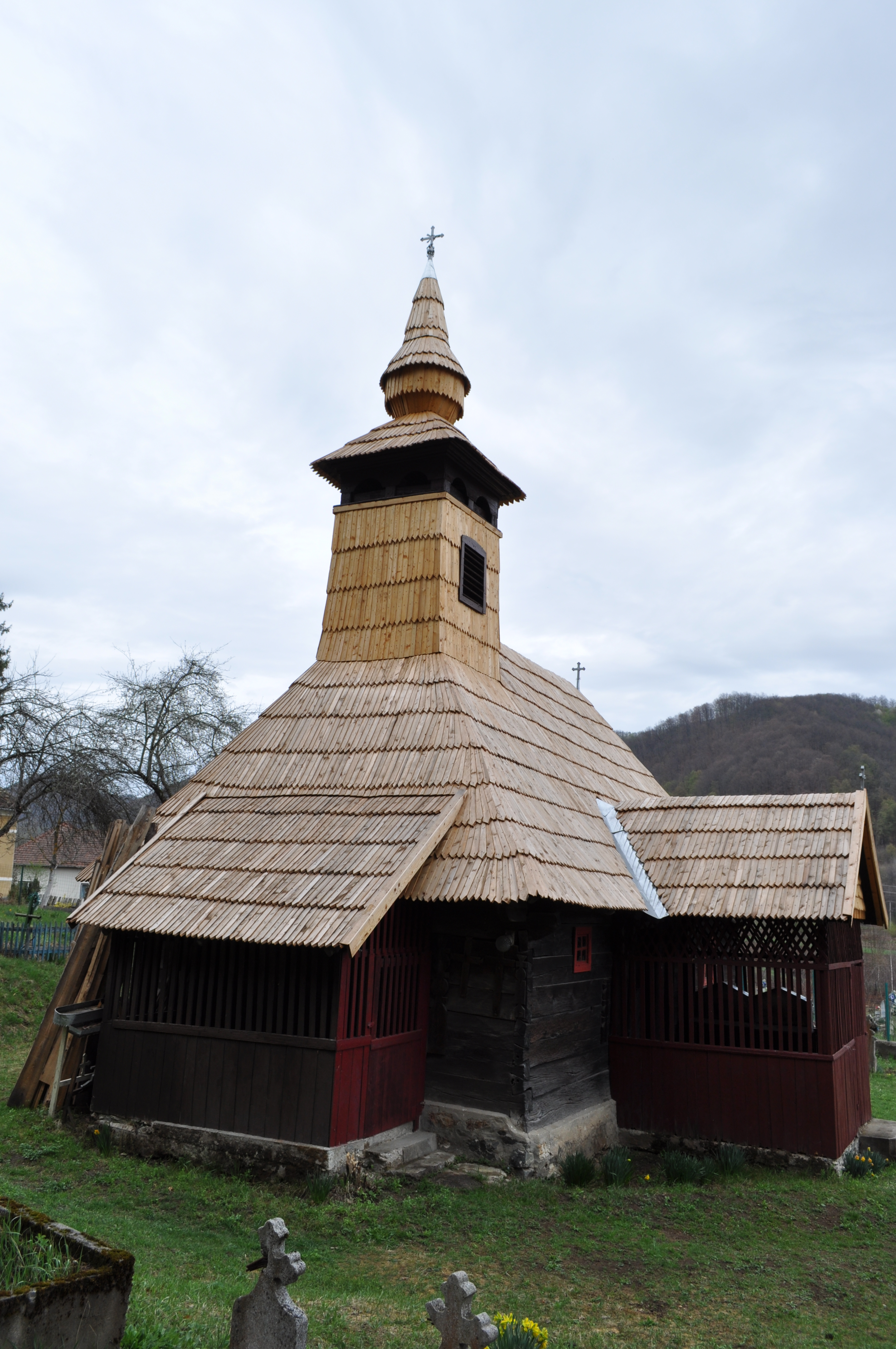
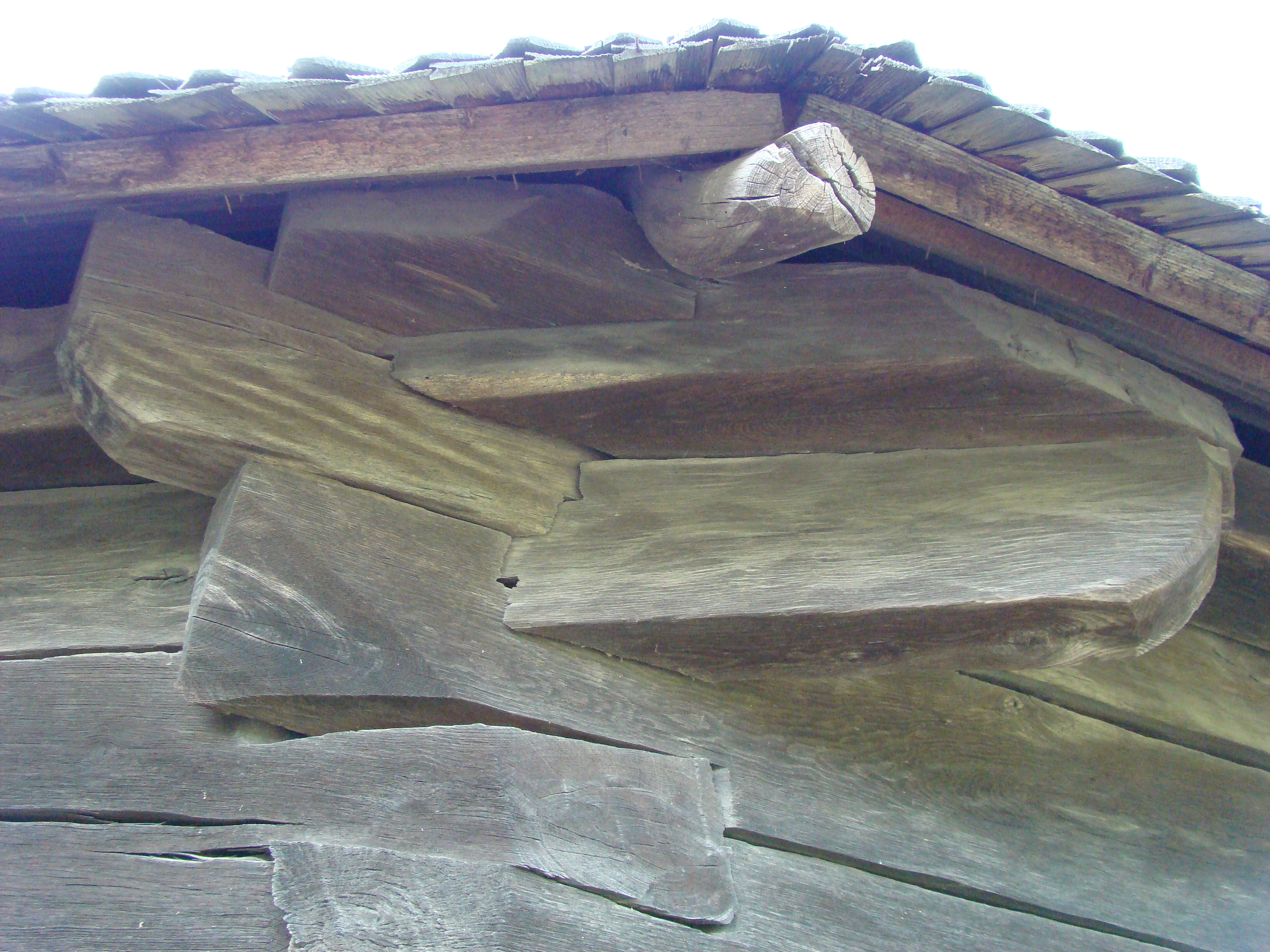
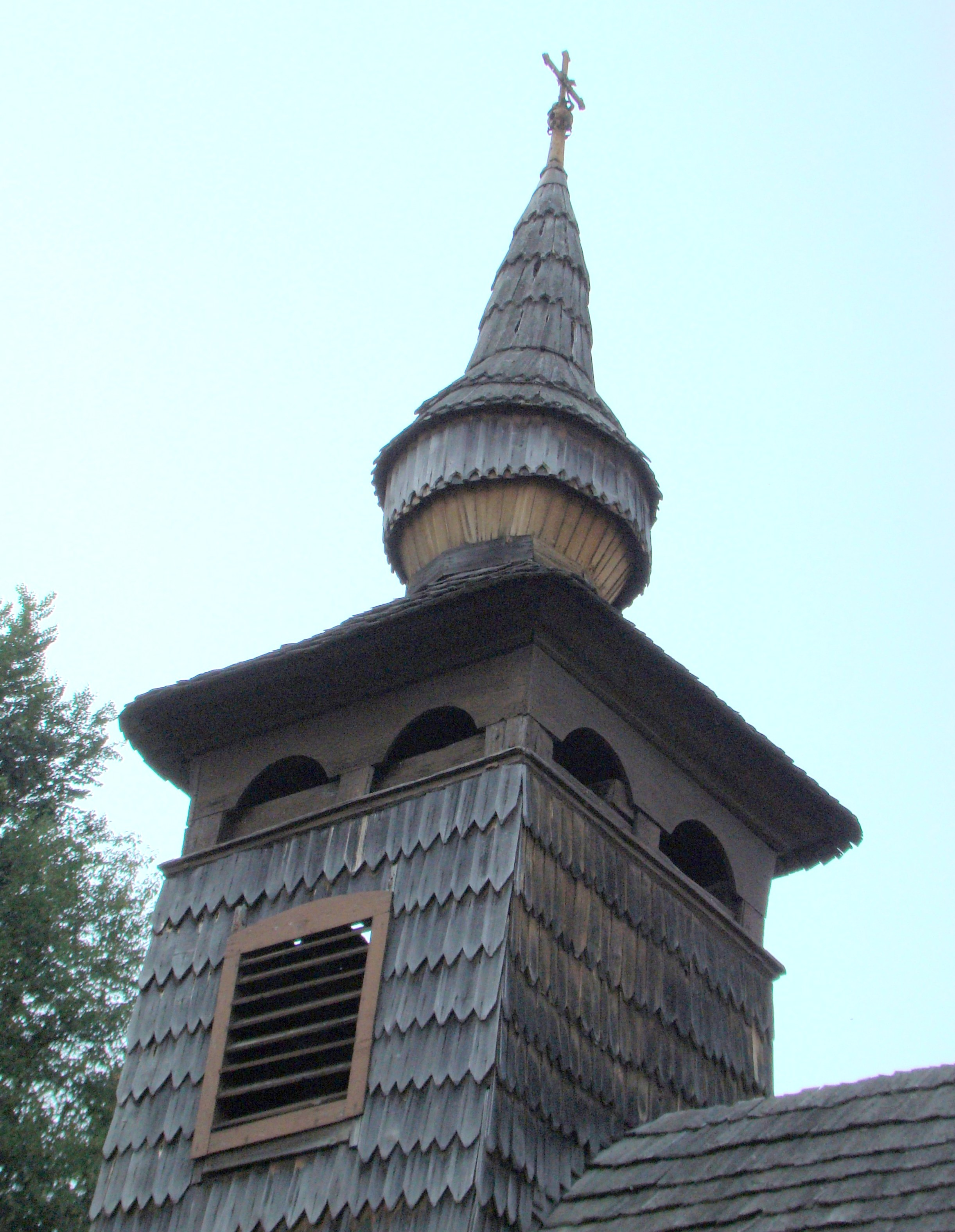
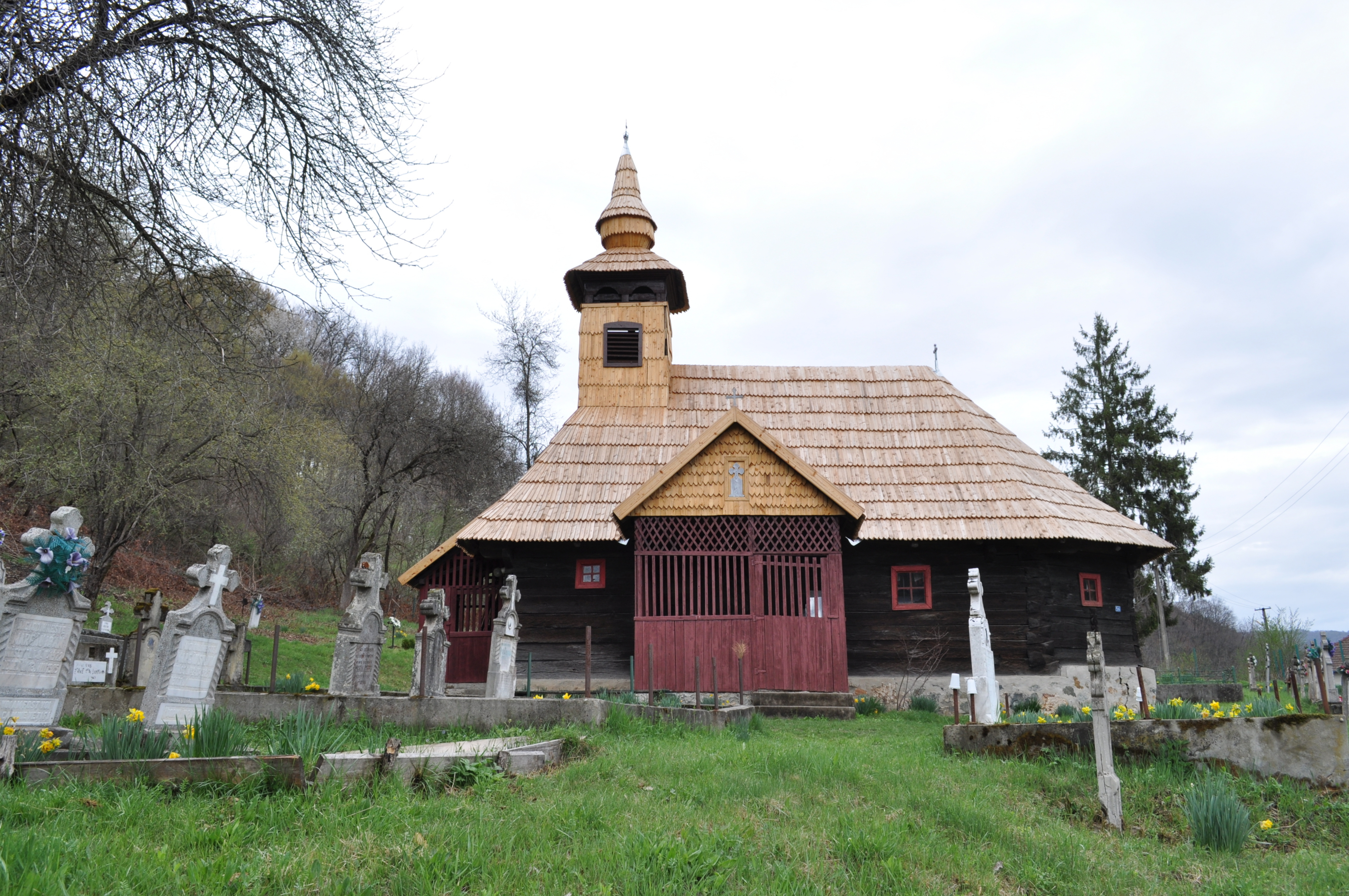
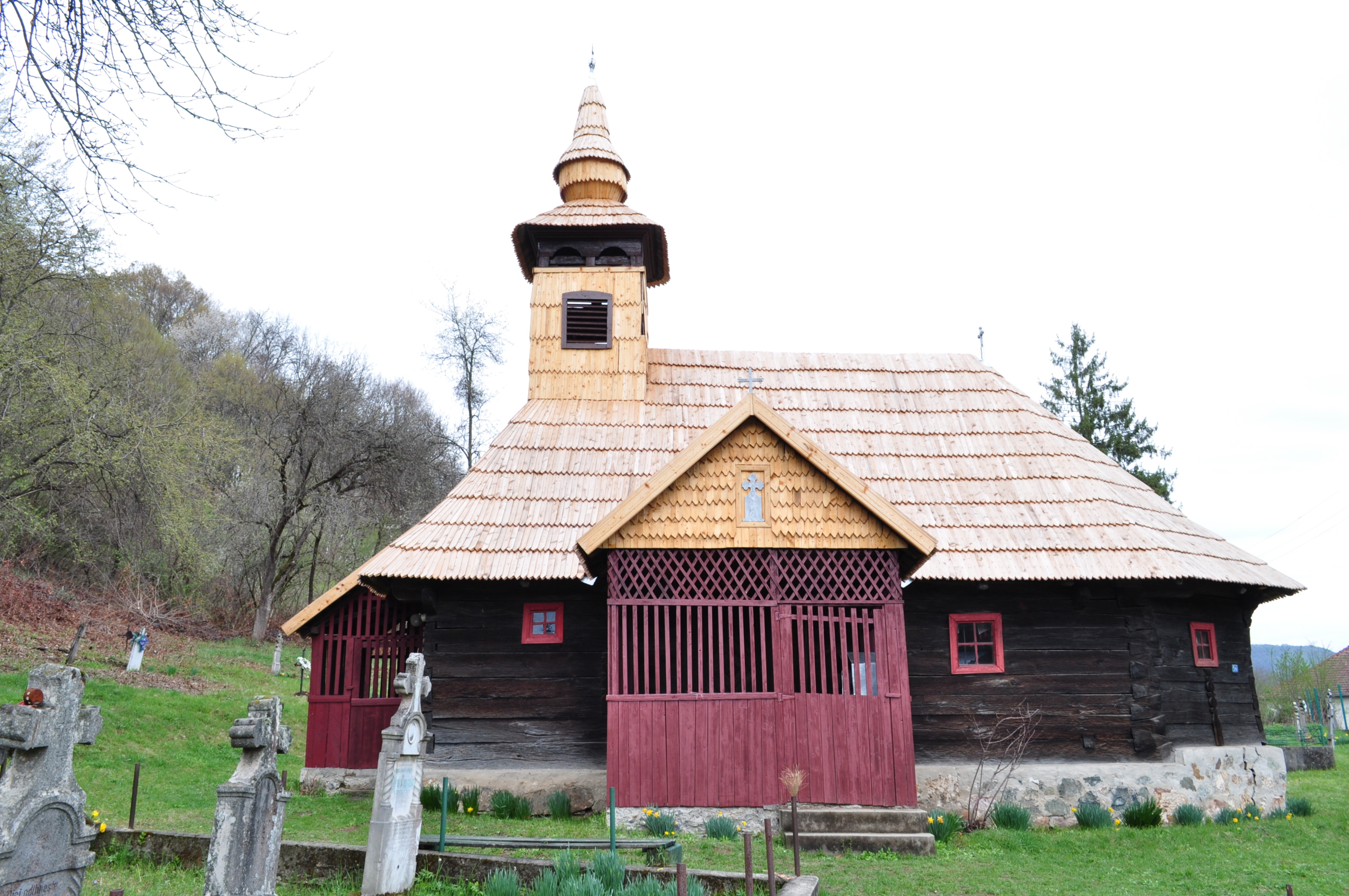